# Dehydrochlormethyltestosteron
Dehydrochlormethyltestosteron ist ein in den 1960er Jahren im Arzneimittelwerk VEB Jenapharm in der DDR entwickeltes und unter dem Handelsnamen Oral-Turinabol vertriebenes Anabolikum, genauer anaboles Steroid. Es wurde in den 1970er und 1980er Jahren in großem Umfang im staatlich organisierten Zwangsdoping im DDR-Leistungssport, insbesondere in den Kraftdisziplinen wie Kugelstoßen, Diskuswurf sowie in Sprintdisziplinen und beim Schwimmen verabreicht.
Das rezeptpflichtige Medikament war in zwei Formen verfügbar, rosafarbene Tabletten mit je einem Milligramm Wirkstoff und blaue Tabletten (unter Leistungssportlern als blaue Bohnen oder blaue Blitze bekannt) mit je fünf Milligramm Wirkstoff.

## Wirkstoff und Wirkung
Dehydrochlormethyltestosteron ist ein künstliches männliches Sexualhormon mit einer starken anabolen und einer relativ geringen androgenen Wirkkomponente (anabole Wirkung: 53, androgene Wirkung: 6 laut Messungen mit dem Hershberger-Test). Das Medikament war ursprünglich für die Unterstützung von Heilungen nach schweren Verletzungen und Operationen entwickelt worden, u. a. wurde es bei Knochenschwund verschrieben. Es bewirkt ein schnelles Wachstum der Muskeln, was vor allem bei jungen Sportlerinnen zu hohen Leistungssteigerungen führte.

## Nebenwirkungen
Überdosierungen oder Einnahmen über längere Zeit können zu schweren Leberschädigungen, erheblichem Bluthochdruck, Muskelkrämpfen und erhöhter Aggressivität führen. Mögliche Nebenwirkungen bei Frauen sind eine tiefere Stimme, Bartwuchs, Akne, eine Steigerung der Libido, Unfruchtbarkeit und Menstruationsstörungen. Bei Männern können Potenzstörungen und Prostataerkrankungen auftreten. Besonders problematisch ist die Verabreichung von Dehydrochlormethyltestosteron an Kinder, da diese sich noch in der Wachstumsphase befinden und daher leicht Wachstumsstörungen auftreten können.

## Einsatz

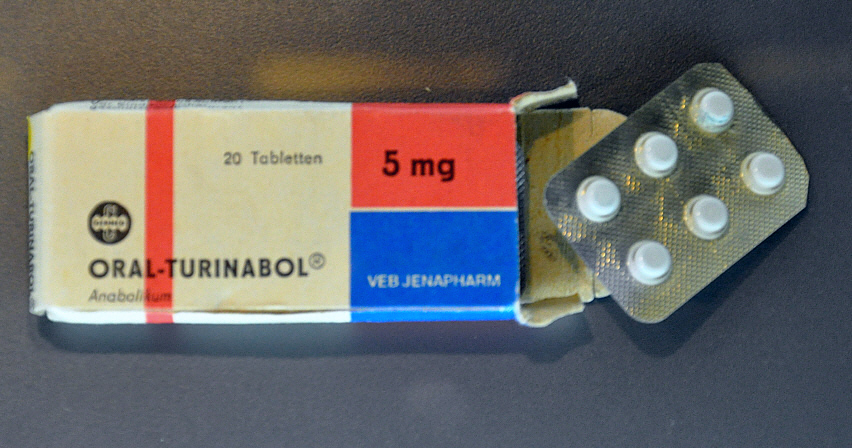
Packung Oral-Turinabol (DDR-Museum Berlin)

1968 entschieden DDR-Sportfunktionäre, Dehydrochlormethyltestosteron Sportlern zu verabreichen. Aufgrund der Erfolge gedopter Athleten bei den Olympischen Spielen 1968 in Mexiko kam es wenig später zum breiten Einsatz. Ab 1974 verabreichte man Dehydrochlormethyltestosteron Mädchen und Frauen in den DDR-Sport-Leistungszentren. Für die Verteilung des Medikamentes wurde 1974 unter Aufsicht des Sportmedizinischen Dienstes eine geheime Arbeitsgruppe gebildet. Oral-Turinabol wurde teilweise bereits Sportlern ab einem Alter von zwölf Jahren verabreicht.
Jenapharm stellte die Produktion 1994 wegen der leberschädigenden Wirkung ein. Oral-Turinabol ist heute jedoch wieder auf dem Schwarzmarkt erhältlich, der Wirkstoff wird weiterhin hergestellt, unter anderem in Laboren in China.
Rund 100 bis 160 ehemalige DDR-Sportler, die durch die Einnahme von Oral-Turinabol und anderer leistungssteigernder Substanzen geschädigt wurden, erhoben 2004 Schadenersatzansprüche gegen das Unternehmen Jenapharm, welches heute zum Bayer-Konzern gehört.